# Kuala Lipis
Kuala Lipis (en malayo: Kuala Lipis) es una localidad de Malasia, en el estado de Pahang.
Se encuentra a una altitud de 77 m sobre el nivel del mar. 

## Demografía
Según estimación 2010 contaba con 16285 habitantes.

## Historia
Kuala Lipis fue una mina de oro antes de la llegada de los británicos en 1887. La ciudad fue capital de Pahang desde 1898 hasta 1953. 
El crecimiento de la ciudad tuvo su impulso en 1924 con la llegada del ferrocarril: sin embargo la capital del estado fue posteriormente  trasladada a Kuantan. 